# Přestupní uzel Dubina
Přestupní uzel Dubina je dopravní terminál v ostravské místní části Dubina, nedaleko hypermarketu Albert. Terminál byl otevřen 13. prosince 2015.
Stavební práce proběhly v roce 2015 a původní termín zprovoznění byl v září. Kvůli problémům s podložím během výstavby bylo otevření posunuto na prosinec. Cena prací byla téměř 12 milionů Kč.

## Dopravní význam
Ze smyčky v prostoru terminálu odjíždí tramvajové linky do centra po Místecké ulici, do Poruby po Plzeňské ulici, přes Vítkovice a Mariánské Hory dále do centra a Poruby, do Výškovic a autobusové linky Dopravního podniku Ostrava. V terminálu jsou mimo přepravní špičky ukončeny příměstské autobusy ze směrů Brušperk a Petřvald. V době přepravní špičky pokračují dále na Ústřední autobusové nádraží.